# Лечче-ней-Марсі
Лечче-ней-Марсі (італ. Lecce nei Marsi) — муніципалітет в Італії, у регіоні Абруццо, провінція Л'Аквіла.
Лечче-ней-Марсі розташоване на відстані близько 100 км на схід від Рима, 55 км на південний схід від Л'Акуїли.
Населення — 1726 осіб (2014).
Щорічний фестиваль відбувається останньої неділі вересня. Покровитель — святий Власій.

## Демографія
Населення за роками:

Станом на 1 січня 2023 року в муніципалітеті офіційно проживали 162 іноземці з 13 країн, серед них 33 громадяни країн Євросоюзу та 8 громадян України.

## Сусідні муніципалітети
- Коллелонго
- Джоя-дей-Марсі
- Ортуккьо
- Пескассеролі
- Віллаваллелонга